# Hexatoma rubrivertex
Hexatoma rubrivertex är en tvåvingeart som beskrevs av Alexander 1955. Hexatoma rubrivertex ingår i släktet Hexatoma och familjen småharkrankar.
Artens utbredningsområde är Madagaskar. Inga underarter finns listade i Catalogue of Life.